# 한국수생태학회
한국수생태학회는 육수학(호소, 하천, 지하수, 온천 등 내륙에 있는 수체에 관한 학술 연구) 및 그 응용에 관한 학술과 기술의 발전 및 보급에 기여함으로써 과학과 기술의 진흥에 이바지 할 목적으로 1996년 11월 1일 설립허가된 사단법인이다. 사무실은 서울특별시 강서구 공항대로 426, 517호 (화곡동, VIP오피스텔)에 있다.

## 학회 연혁
- 1967년 5월 : 한국육수학회 창립
- 1996년 11월 : 사단법인 한국육수학회 설립허가 (과학기술부)
- 2008년 1월 : 사단법인 한국하천호수학회로 명칭 변경
- 사단법인 한국수생태학회로 명칭 변경